# EOS imaging
Pour les articles homonymes, voir EOS.
 (novembre 2017).
EOS imaging est un groupe français qui conçoit, développe et commercialise EOS, un dispositif médical d'imagerie destiné aux pathologies ostéo-articulaires et à l’orthopédie, ainsi que les applications associées. Le groupe est coté à la bourse de Paris.

## Historique
La société tire ses origines de l'application à la radiologie de détecteurs initialement conçus pour la physique des particules: les chambres à fils. Elle a développé un produit visant à répondre aux besoins de l’imagerie du squelette : un système capable de produire des images du corps entier, en position fonctionnelle (debout ou assis), en deux et trois dimensions, à l’issue d’un examen rapide et faiblement irradiant.
La fin des tests cliniques d’un prototype EOS au sein des hôpitaux de Paris et de Bruxelles a lieu en 2004. La première levée de fonds s'effectue en 2005.
De 2007 à 2011, est obtenu le marquage CE en Europe et de la FDA en Amérique du Nord sur EOS et la station de travail 2D/3D sterEOS. Les premières installations d’EOS dans les hôpitaux et cliniques en Europe et Amérique du Nord se font de 2008 à 2010.[réf. nécessaire] Cette année-là, la société biospace med change de nom et devient EOS imaging.
EOS est utilisé en 2011 en routine clinique dans dix pays, dont les États-Unis, le Canada et l’Australie. EOS imaging entre en bourse en 2012 sur NYSE Euronext Paris (EOSI) et s'installe en Asie.
La plateforme EOS est disponible[Quand ?] dans 51 pays dont les Etats-Unis, le Japon, la Chine et la Communauté européenne. 
Basé à Paris, il dispose de cinq filiales : en France à Besançon, aux États-Unis à Cambridge, Massachusetts, au Canada à Montréal, en Allemagne à Francfort, ainsi qu’à Singapour. 
Le groupe réalise, en 2016, un chiffre d'affaires de 30,8 millions d'euros et emploie 132 collaborateurs dont une équipe de R&D de 43 ingénieurs. 
En 2021, EOS Imaging a été rachetée par le groupe américain AlphaTec.

## Produits
Le système d'imagerie EOS permet de réaliser des radiographies basse dose du corps entier en position fonctionnelle, c'est-à-dire debout. Cet équipement bi-plan repose sur le principe d’un balayage du patient par deux pinceaux de rayons X, détectés chacun par un détecteur de type chambre à fils. En 15 à 20 secondes, l’examen EOS réalise deux clichés simultanés à faible dose d’irradiation, l'un de face et l'autre de profil, d’une zone particulière ou du corps entier. 
Le logiciel en ligne « spineEOS » permet de visualiser en 3D la colonne vertébrale du patient avant l'opération, ainsi que la correction en 3D recommandée par la littérature scientifique. La correction peut être modifiée par le chirurgien. Elle inclut la pose de tiges et de cages inter-somatiques, ainsi que l’exécution d’ostéotomies. L’impact de la stratégie et le calcul de paramètres cliniques clé sont visualisés en temps réel.
Ce type de logiciel permet d’anticiper, en phase pré-opératoire (avant l'opération), l’équilibre axial et sagittal attendu de patients souffrant de pathologies déformatives ou dégénératives de la colonne vertébrale.
EOS collabore avec AnatoScope pour proposer des traitements sur mesure aux patients. 

## Actionnaires
Mise à jour mars 2019.
| Nom                                 | Actions   | %     |
| Bpifrance Participations            | 2 230 222 | 8,50% |
| Financière de l'Échiquier           | 1 199 338 | 4,57% |
| Financière Arbevel                  | 1 145 045 | 4,36% |
| Andera Partners                     | 1 039 119 | 3,96% |
| BFT Investment Managers             | 965 000   | 3,68% |
| Norges Bank Investment Management   | 630 985   | 2,40% |
| BNP Paribas Asset Management France | 563 751   | 2,15% |
| Trusteam Finance                    | 552 796   | 2,11% |
| Bellevue Asset Management           | 539 210   | 2,06% |
| Covéa Finance                       | 518 731   | 1,98% |